# 本阿彌光悅
本阿彌光悅（日语：／ Honami Kōetsu，1558年（永祿元年）—1637年2月27日（寬永14年2月3日）），是日本江戶時代时期著名的画家、書法家、漆器革新者、陶工、刀剑鉴定家、园林设计家和茶道爱好者。出生于京都。在绘画上同与他齐名的宗达一起创立一种色彩艳丽、装饰性强、能再现日本古典大和绘传统的技法，后由尾形光琳继承。書道光悅流的始祖。

## 略歷
他出生於京都，本阿彌家歷代以刀劍鑑定、研磨、擦拭為業。光悦早年也繼承刀劍藝術的工作。但之後他的藝術創造領域漸增，現在他被譽為「寬永之三筆」的第一書法家、此外他在陶藝、漆器藝術、出版、茶道亦有涉獵，是個多才多藝的藝術家。

另外他在京都洛北鷹峯興建了當時廣為人知的藝術村（光悅村）。元和元年（1615年）時，德川家康賜與他在鷹峯的土地、本阿彌遂率領族人和市民、工匠等和他同是信仰法華宗的好友遷居至此。光悦死後、這裡變成了日蓮宗的寺廟光悅寺。
他與俵屋宗達及尾形光琳並稱琳派的創始者、光悅對後世的日本文化影響極大。特別是在陶藝方面他以樂燒型式的茶碗、漆器芸術方面則以裝飾用的硯箱聞名。

## 代表作
- 樂燒片身替茶碗　銘文「不二山」（サンリツ服部美術館、國寶）
- 舟橋蒔繪硯箱（東京國立博物館、國寶）
- 鶴下繪和歌卷（光悦書、宗達下繪）（京都國立博物館、重要文化財）
- 鹿蒔繪笛筒（大和文華館、重要文化財）
- 黒樂茶碗　銘文「雨雲」（三井記念美術館、重要文化財）
- 赤樂茶碗　銘文「加賀」（相國寺承天閣美術館、重要文化財）
- 本法寺庭園「巴之庭」（名勝）
- 牡丹唐草螺鈿経箱 （本法寺、重要文化財）

1. ↑   中国大百科全书出版社编辑部编译,美国不列颠百科全书公司亚洲出版物发展部编写. . 北京: 中国大百科全书出版社. 1991: 659. ISBN 7-5000-0309-9 （中文）.